# Caproni
La Caproni era un'impresa del settore metalmeccanico che rappresentò una delle più importanti aziende aeronautiche italiane. Fondata da Giovanni Battista Caproni, dopo alterne vicende durante gli anni trenta assunse le dimensioni di un vero e proprio gruppo industriale.
Grazie all'acquisizione di realtà prestigiose come le Officine Meccaniche Reggiane e l'Isotta Fraschini l'azienda arrivò a vantare una produzione diversificata che spaziava dalle automobili alle vetture tranviarie.
Lo stabilimento di Taliedo terminò la sua attività nel 1950: fu chiuso per bancarotta, in seguito alla crisi del dopoguerra. Analoga sorte toccò alle altre consociate, ultima delle quali la "Caproni Vizzola", che fu rilevata  dalla Agusta negli anni 1980.
Attualmente le Officine Caproni ospitano il Parco e Museo Volandia.

## Settori di attività
La personale passione del fondatore per il trasporto aereo portò a focalizzare la prima produzione aziendale nella progettazione e costruzione di aerei. 

### Aviazione
La vasta produzione dei velivoli diede fama all'azienda, grazie alle importanti commesse militari acquisite nella fase pionieristica di questo comparto, che diede la possibilità di sviluppare numerose tecnologie allora innovative e conquistare record significativi.
Il Ca.1, primo biplano prodotto, portò a sviluppare la formula di questo aereo, sviluppando la serie Ca.1-Ca.7 costituita da singoli prototipi. Ci si concentrò di seguito sulla costruzione sui monoplani Ca.8-Ca.16 di cui vennero realizzati complessivamente 71 esemplari fra prototipi e modelli di serie.
Da questa serie di monoplani venne sviluppato il Ca.18, destinato al 1º concorso militare italiano che si tenne all'inizio del 1913; alla fine di tale anno venne effettuato un ordine per un lotto di Ca.18, che andarono ad equipaggiare la 15ª Squadriglia da bombardamento Caproni, prima ad impiegare velivoli di costruzione e progetto italiani.
Nel medesimo anno fu concepito un biplano plurimotore da bombardamento, il Ca.30, il cui progetto godeva dell'appoggio di Giulio Douhet, comandante del Battaglione Aviatori e tra i primi teorici del bombardamento strategico. Il prototipo Ca.31, che differiva dal progetto preliminare del Ca.30 per l'installazione dei 3 motori, vide la luce solo nell'ottobre 1914, quando compì il primo volo ai comandi di Emilio Pensuti. Il ritardo era dovuto all'opposizione del generale Maurizio Moris, ispettore dell'Aeronautica, che lo giudicava un progetto "militarmente inutile e tecnicamente sbagliato", e solo grazie a Douhet che si assunse le responsabilità della costruzione, occultandola agli alti vertici, il primo dei bombardieri Caproni poté essere realizzato.

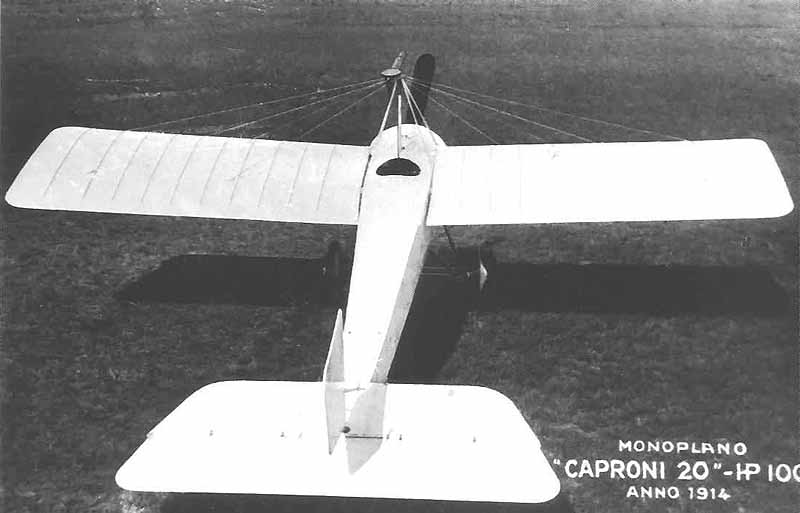
Il caccia monoplano Ca.20

Iniziò così l'epopea dei trimotori Caproni, utilizzati dalle aeronautiche italiana, francese, britannica e statunitense, che divennero il bombardiere alleato più utilizzato con oltre 1.100 esemplari prodotti nelle diverse serie che includevano i biplani Ca.32, Ca.33, Ca.44, Ca.45 e Ca.46 e i triplani Ca.40, Ca.41, Ca.42 e Ca.43. Il Ca.44, e le sue varianti con differenti motorizzazioni, fu oggetto di un massiccio ordine di 3.650 esemplari, che dovevano essere realizzati da diverse ditte. La fine del conflitto e problemi nella messa a punto dei motori fecero sì che delle diverse serie di questi trimotori ne venissero realizzati circa 600 esemplari. Nel 1914 Caproni aveva nel frattempo derivato dal Ca.18 il Ca.20, primo esempio di caccia monoplano concepito per questo scopo, che rimase però allo stadio di prototipo.
Terminato il primo conflitto mondiale, i trimotori Caproni convertiti come aerei civili non ottennero significativi successi. Tra il 1920 ed il 1921, Caproni si dedicò così ad un progetto particolarmente visionario, il Caproni Ca.60 Transaereo, un gigantesco idrovolante a scafo per 100 passeggeri, destinato a rotte transatlantiche, che adottava tre gruppi di ali triplane in tandem sopra la fusoliera a scafo. Tale prototipo riuscì a compiere solo un breve balzo il 4 marzo 1921, prima di essere distrutto nell'hangar dove era ricoverato per le riparazioni. Grazie al lavoro congiunto di Caproni e Verduzio, con la collaborazione di Umberto Nobile venne realizzato il Ca.73, il primo aereo italiano con costruzione interamente metallica, un biplano bimotore da trasporto o bombardamento che compì il primo volo nel 1924 e rimase la spina dorsale dei reparti da bombardamento della Regia Aeronautica fino ai primi anni trenta.

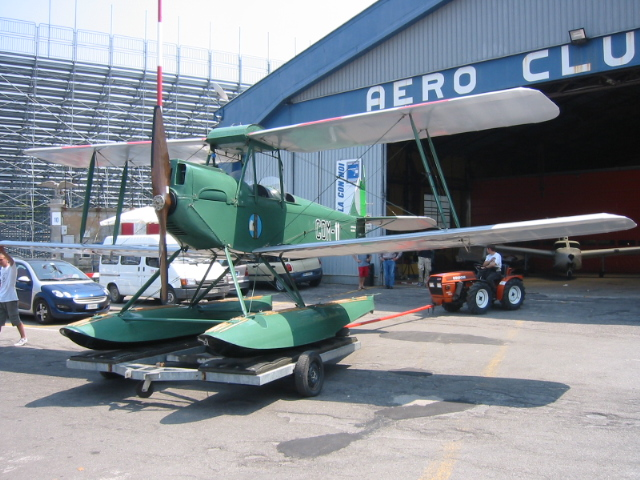
Un Ca.100 Idro ancora in condizioni di volo presso l'Aeroclub del Lago di Como

Anche se orientata verso un mercato più ampio, la Caproni non tradì la riconoscenza nei confronti di Giulio Douhet, tra i primi teorici del bombardamento strategico, la cui ferma fiducia nei confronti del progetto Ca.30-Ca.31 aveva consentito alla Caproni di costruirsi la sua fama. Nella seconda metà degli anni venti iniziarono così a vedere la luce diversi progetti di bombardieri pesanti, che vennero testati dalla 62ª Squadriglia "Bombardieri Giganti". Tra questi il Ca.90, il più grande aereo terrestre del periodo che detiene il primato di più grande biplano mai costruito. Questi velivoli rimasero però tutti allo stadio di prototipo, in quanto la Regia Aeronautica preferì investire sui bombardieri medi.

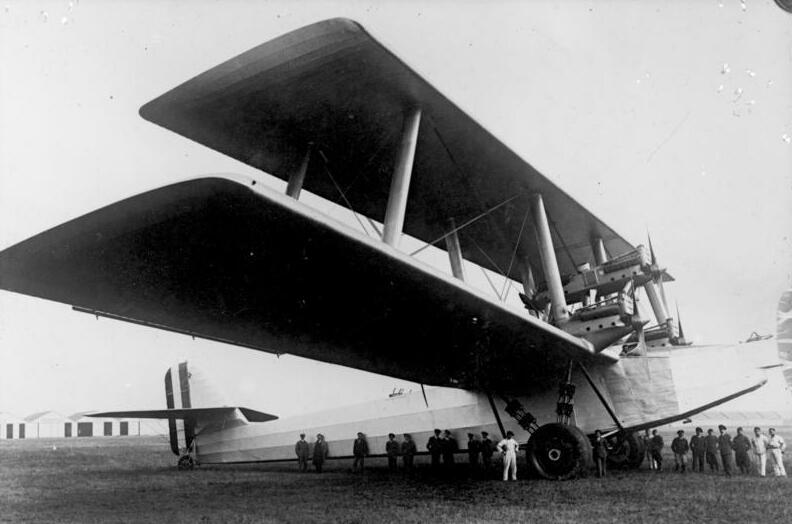
Il Caproni Ca.90

Fra i velivoli sviluppati successivamente figurano quelli progettati dell'ingegner Luigi Stipa e dell'ingegner Campini. Lo Stipa Caproni, del 1932, servì da banco di prova volante per sperimentare l'elica intubata; il prototipo non ebbe seguito e solo successivamente Lugi Stipa ne riprese lo sviluppo in Francia.
Gli anni Trenta rappresentarono anche l'apice della tecnologia aeronautica italiana in termini di conquista di primati, raid e trasvolate. Sebbene siano note soprattutto le gesta degli idrocorsa Macchi e dei Savoia-Marchetti S.55 e S.M.79, anche gli aerei Caproni furono impiegati in record e trasvolate: il biplano Ca.161 detiene il primato di altezza per aerei con motore a pistoni, con 17.176 m. Un Ca.101 fu invece impiegato in due raid, un Milano-Mosca e uno in Africa.
Con una unità propulsiva costituita da un motore alternativo che azionava un compressore assiale, con in coda un vaporizzatore ed un bruciatore, con spina Pelton, su progetto dell'ing. Secondo Campini, furono realizzati due prototipi denominati Campini Caproni (il primo dei quali volò il 27.8.1940) rimasti senza alcun seguito anche per via delle modeste caratteristiche di volo.
Significativi i monoplani ad ala alta da trasporto e bombardamento della famiglia Ca.101-Ca.111-Ca.133, trimotori e monomotori largamente impiegati nelle colonie, in particolare durante la guerra d'Etiopia che rimasero in servizio per compiti secondari anche durante la seconda guerra mondiale trovando anche un discreto successo nell'esportazione.
Per il concorso Caccia C del 1939, Caproni presentò un velivolo completamente nuovo: il Caproni Ca.350, progettato dall'ing. Cesare Pallavicino, che non venne però accettato perché monomotore.
A vedere l'azione durante la seconda guerra mondiale furono due famiglie di velivoli, nessuna delle quali prodotta dalla casa madre di Taliedo: i caccia Reggiane e i bimotori multiruolo della serie Ca.309- Ca.310- Ca.311- Ca.313- Ca.314 progettati da Cesare Pallavicino dei Cantieri Aeronautici Bergamaschi (Caproni Bergamasca).
Al concorso indetto il 5 gennaio 1938 dalla Regia Aeronautica per un caccia monoplano ad ala bassa con carrello retrattile, parteciparono due aziende del gruppo Caproni: la Reggiane, con il Re.2000, e la Caproni Vizzola, con l'F.5. Entrambi i velivoli si dimostrarono superiori ai G.50 e agli M.C.200, vincitori del concorso ministeriale. Dei due caccia Caproni venne ordinato solo un piccolo lotto ciascuno, ma il Re.2000, si rifece trovando sbocco nell'esportazione. I successivi modelli Reggiane, Re.2001, Re.2002 e Re.2005, trovarono maggiore impiego da parte della Regia Aeronautica; comunque i successivi caccia Fiat e Macchi avevano presto colmato il divario che li separava dai velivoli di Reggio Emilia. L'F.6 sviluppo successivo della casa di Vizzola Ticino, con differenti motorizzazioni, F.6M ed F.6Z, rimase invece al solo stadio di prototipo.

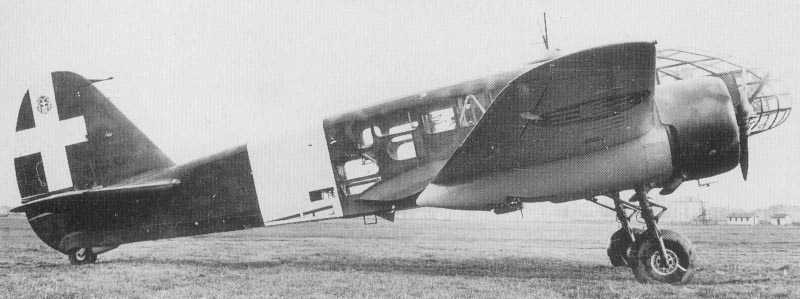
Il bimotore Ca.311

Al contrario dei caccia Reggiane e Caproni Vizzola, i bimotori della Caproni Bergamasca entrarono in servizio praticamente senza contendenti: l'unico velivolo concorrente e dalle prestazioni superiori, il C.R.25 venne realizzato in unico lotto, per evitare di distogliere la Fiat dalla produzione dei caccia e soprattutto perché la produzione di motori Fiat A.74 che lo equipaggiavano doveva essere destinata tutta ai caccia. Sebbene il Ca.310, prima, ed il Ca.313, poi, avessero trovato un buon successo nelle esportazioni, con tanto di ordini da parte di Francia e Regno Unito, la famiglia di bimotori si rivelò deludente sotto molti punti di vista e solo gli esemplari delle ultime serie raggiunsero produzioni accettabili. Principale difetto era la scarsa potenza dei propulsori Isotta Fraschini. Alla carenza di prestazioni, che faceva di questi aerei una facile preda della caccia nemica, si accompagnavano delle caratteristiche di volo scarse in termini di manovrabilità. I modelli successivi al Ca.310 si rivelarono comunque soddisfacenti nei ruoli di ricognitori o di scorta convogli, anche se in quest'ultimo caso forse troppo vulnerabili. Pessimi furono invece i risultati dell'impiego dei Ca.310 come assaltatori in Africa settentrionale, ruolo in cui erano stati adattati in emergenza per rimpiazzare i Breda Ba.88, le cui gravi deficienze ne avevano reso impossibile l'impiego operativo. D'altronde i Ca.310 usati come assaltatori provenivano da un lotto di 33 velivoli venduti all'Ungheria nel 1939, ma ritornati all'Italia l'anno successivo. Gli ungheresi, insoddisfatti dai Ca.310, optarono per un cambio con i bimotori Caproni Ca.135, velivolo non particolarmente brillante già in servizio con la Magyar Királyi Honvéd Légierö, ma che nelle prime fasi della guerra contro l'URSS ottenne diversi successi.
Ultimo velivolo a portare il nome Caproni è stato il Caproni Vizzola C-22J, sviluppato alla fine degli anni settanta dalla Caproni Vizzola, produttrice di alianti e motoalianti. Sviluppato dal motoaliante A-21J Calif, volò per la prima volta il 21 luglio 1980. Il suo sviluppo continuò per qualche tempo dopo che la ditta venne rilevata dalla Agusta, ma non venne mai prodotto in serie.

### Nautica

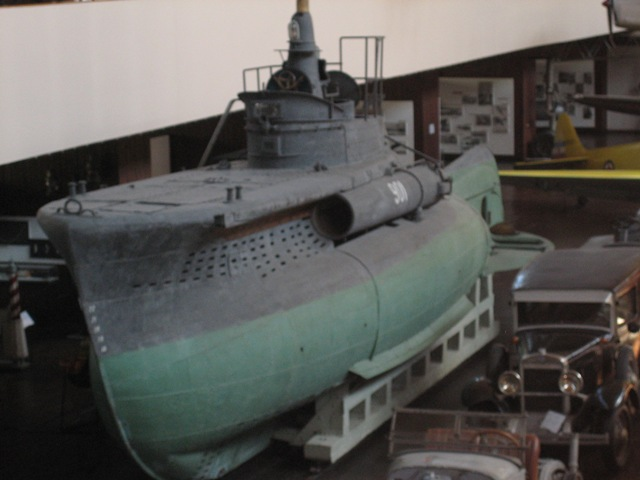
Un Caproni CB

Gianni Caproni ebbe una storia rilevante anche come costruttore navale, di imbarcazioni e di motori, nei primi Trenta rilevò la Isotta Fraschini che oltre alle auto produceva poderosi motori marini che vennero montati sui cosiddetti MAS (Motoscafo armato silurante o Motoscafo Antisommergibili) o le MTB motosiluranti, questi mezzi furono esportati in: Turchia, Giappone, Russia, Gran Bretagna e Svezia.
Oltre alla produzione di motori per uso marittimo, lo Stabilimento Aeroplani Caproni di Taliedo, mise a frutto la sua capacità industriale per sviluppare un tipo di motovedetta ed in seguito progettò e produsse i sommergibili tascabili Caproni CA e Caproni CB, con equipaggio di tre persone. Nel corso dell'estate del 1943 si tentò anche di realizzare i tre sommergibili denominati CC, ma l'armistizio del settembre 1943, bloccò lo sviluppo di questi battelli che comunque non furono realizzati se non in diversi stadi di approntamento venendo poi demoliti nell'immediato dopoguerra
Verso la fine della seconda guerra mondiale la ditta iniziò a produrre il Siluro San Bartolomeo, versione modificata del cosiddetto SLC (Siluro a Lenta Corsa).

### Motociclismo
Tra la fine degli anni quaranta e gli anni sessanta gli stabilimenti di Taliedo, Arco di Trento e Vizzola Ticino si dedicarono anche alla produzione di motocicli:
- la Caproni-Taliedo presentò nel 1946 un ciclomotore spinto da un motore a due tempi di 42 cm³ (venduto anche singolarmente) con cambio idraulico a due marce e telaio molleggiato, la cui produzione non andò mai al di là di qualche esemplare;
- la Aeroplani Caproni Trento o Aerocaproni, collaborò con la Ducati, per la quale realizzava i telai del Cucciolo, della Ducati 60, e in occasione del Salone di Milano 1951 presentò la motoleggera Capriolo 75, con motore monocilindrico monoalbero e telaio in lamiera stampata, che ottenne un buon successo sia commerciale che sportivo. Ad essa si affiancò due anni dopo la bicilindrica boxer Cento50, e nel 1956 il Capriolo 125 monocilindrico. Nel 1957 l'azienda divenne di proprietà regionale, cambiando nome in Aeromere (acronimo di Aero Meccanica Regionale) proseguendo la costruzione dei modelli di 75 e 125 cm³, cui si affiancò anche un 100 cm³. La produzione proseguì sino al 1962, cessando a causa della crisi che all'epoca coinvolgeva il settore motociclistico italiano;
- la Caproni-Vizzola presentò al Salone di Milano 1953 un modello con motore NSU Max 250, cui se ne affiancò un altro con motore NSU Lux 200, un ciclomotore sempre con motore NSU e una 175 cm³ con motore FBM; la produzione cessò nel 1959.

### Trasporti urbani

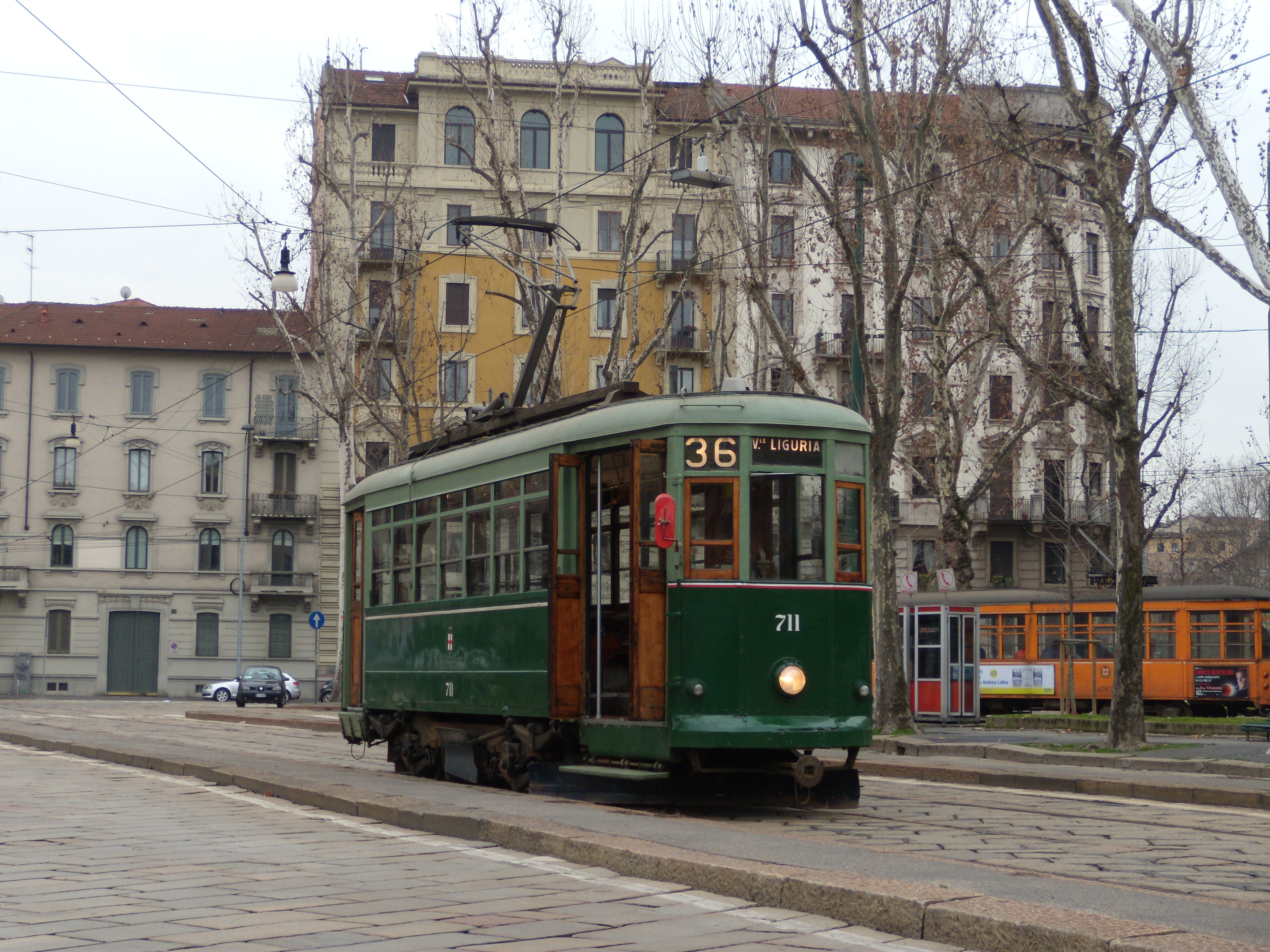
Tram milanese 711

Le industrie Caproni, che nel 1942 si erano cimentate nella costruzione di un prototipo di autoblindo leggero, denominato Vespa-Caproni mai entrato in produzione, tornarono alla costruzione dei veicoli su gomma negli anni sessanta, quando la Caproni Vizzola fu impegnata nella realizzazione di carrozzerie per autobus, con allestimenti orientati soprattutto al diffuso veicoli urbano di piccole dimensioni Fiat 414.
Anche il settore tranviario non fu trascurato, portando nel secondo dopoguerra alla produzione fra l'altro alla costruzione dei tram romani della serie 2500 e a quelli milanesi della serie 700, nonché alla riconversione in rimorchiate di alcuni tram milanesi.

## Storia

### Le origini

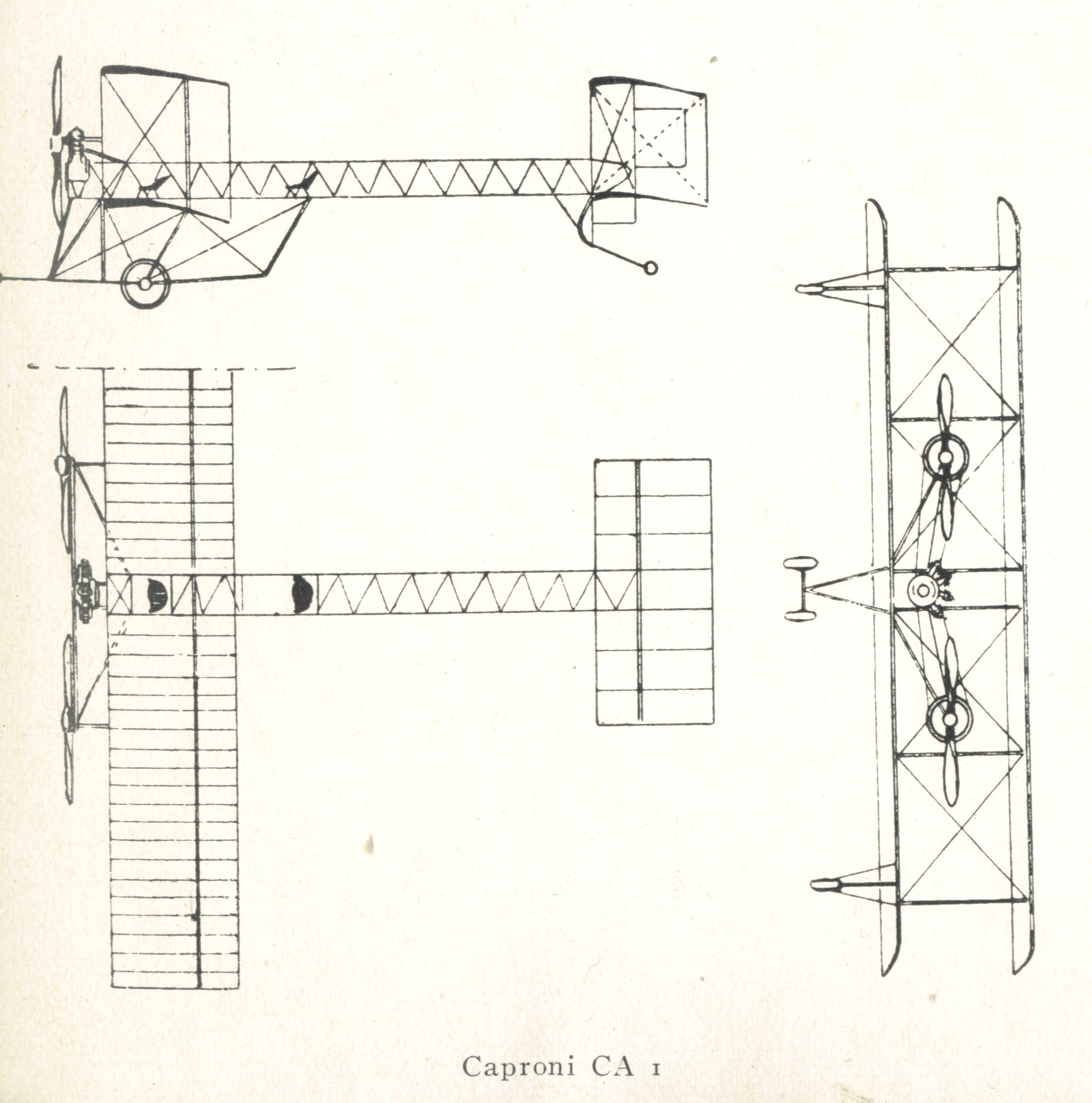
Tavola prospettica del Ca.1, il primo velivolo realizzato

Giovanni Battista "Gianni" Caproni era originario di Arco nell'allora Impero austro-ungarico, dopo gli studi compiuti tra Monaco di Baviera e Liegi, ed un successivo soggiorno a Parigi, volle dedicarsi alla costruzione di aerei scegliendo di svolgere la sua attività in territorio italiano, in quanto la sua famiglia era di solide tradizioni irredentiste.
Il suo primo velivolo a motore compì il primo volo il 27 maggio 1910 a Cascina Malpensa, dove fondò con suo fratello Federico Caproni la Società d'Aviazione Fratelli Caproni. Il nome e l'assetto della società cambiarono più volte negli anni successivi.
Verso la fine del 1910, Gianni Caproni si trasferì a Vizzola Ticino avviando lì la produzione di serie a partire dal 1911.
Nel frattempo Caproni aveva infatti affiancato all'azienda aeronautica la Scuola di Aviazione Caproni ed iniziò ad affermarsi il prestigio della ditta a livello internazionale. In quegli anni infatti il Ca.11 conquistò il primato di velocità nazionale, ed il Ca.12 il primato mondiale. Proprio con il Ca.12 ci fu anche il primo servizio aereo per un passeggero pagante in Italia, il 22 aprile 1912 al Lido di Venezia.
Trovatasi in difficoltà economiche, e nell'estate 1913 l'azienda venne rilevata dal Regio Esercito e Giovanni Battista Caproni rimase come direttore tecnico dello stabilimento.

### La prima guerra mondiale

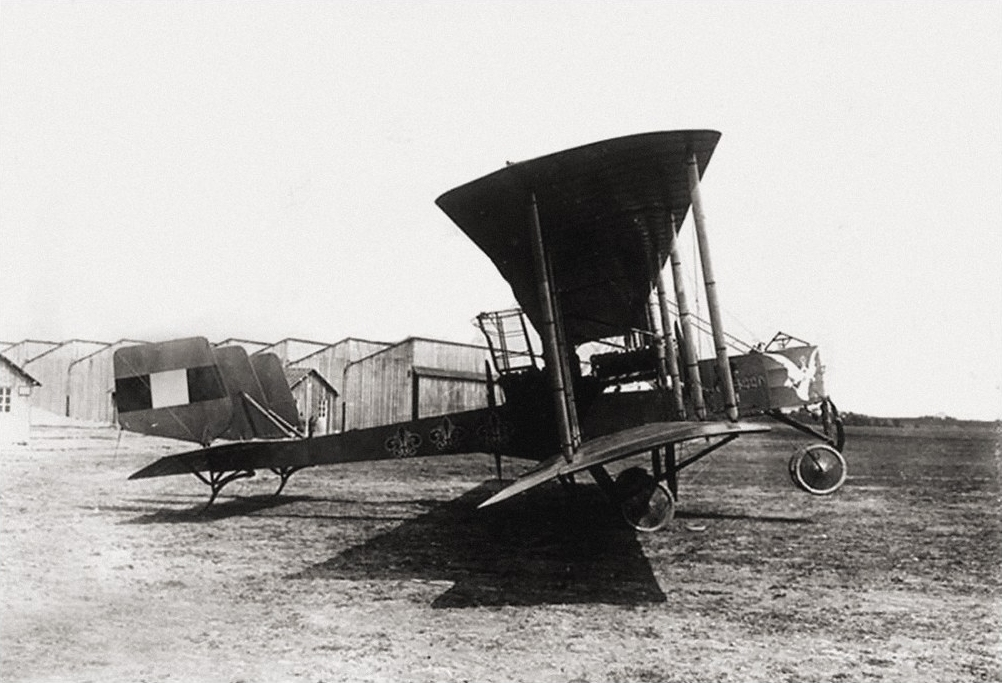
Un Ca.33 dell'aviazione francese

Nel 1915, con l'entrata in guerra dell'Italia, il Regio Esercito decise di avviare la produzione in serie del Ca.31, affidando il compito alla S.S.A.I.- Società per lo sviluppo dell'Aviazione in Italia, costituita da banchieri, industriali e senatori, che si impegnò a rilevare e ampliare lo stabilimento di Vizzola e alla costruzione di un nuovo stabilimento a Taliedo, nella periferia di Milano, nei pressi di quello che sarebbe in seguito diventato l'Aeroporto di Milano-Linate, in via Mecenate; l'ex stabilimento è oggi sede dello spazio per eventi Officine del Volo, a seguito di un sapiente restauro filologico realizzato dall'architetto Nicola Gisonda.
Nel 1917 Gianni Caproni, insieme al fratello Federico, rilevò l'azienda che assunse il nome di Società Italiana Caproni, con stabilimenti a Vizzola Ticino e Taliedo. Nel 1929 il nome mutò ulteriormente in Aeroplani Caproni s.a.
Grazie al successo dei trimotori, la Caproni ed il suo fondatore sono ricordati come pionieri dei velivoli da bombardamento.

### Verso il secondo conflitto
Terminato il conflitto e ridimensionate le possibilità di sviluppo della produzione dei bombardieri, la Caproni iniziò la riconversione dei trimotori da bombardamento come aerei di linea. Gianni Caproni fu infatti tra i primi ad intuire le potenzialità del trasporto passeggeri.
Nel primo dopoguerra entrò a far parte della ditta l'ingegner Rodolfo Verduzio, che prima affiancò Gianni Caproni nella progettazione dei velivoli, per poi diventare il principale progettista della ditta.
All'inizio del 1918 l'azienda concluse un accordo con le Officine Meccaniche Reggiane, che furono poi rilevate negli anni trenta. Le stesse erano infatti tra le ditte impegnate nel massiccio ordine per i biplani trimotori da bombardamento della famiglia dei Caproni Ca.44, Ca.45 e Ca.46. Di tale commessa di 300 esemplari ne venne solo avviata la produzione, e forse soltanto un esemplare venne assemblato negli stabilimenti di Reggio Emilia, con parti provenienti da altri stabilimenti.
A cavallo degli anni venti e trenta la Caproni si consolidò sul mercato nazionale ed internazionale. Tra le acquisizioni più rilevanti del periodo, quella della Isotta Fraschini. Oltre ai progetti sviluppati indipendentemente dalle diverse consociate, alcuni progettisti esterni quali Secondo Campini, Luigi Stipa, Ercole Trigona e l'ingegner Chiodi trovarono nella Caproni esperienza e risorse per realizzare le loro idee.
Nella seconda metà degli Trenta il gruppo Caproni si arricchì dell'esperienza di due noti progettisti: Giovanni Pegna che passò dalla Piaggio alla Reggiane, Cesare Pallavicino, dalla Breda alla Caproni Bergamasca e Raffaele Conflenti, già direttore tecnico della Società Idrovolanti Alta Italia, della Chantiers Aéro-Maritimes de la Seine (CAMS) e della Cantieri Riuniti dell'Adriatico (CRDA).
Grazie alla Isotta Fraschini acquisita nel 1932, ed alla Motori marini Carraro, l'azienda estese la sua attività anche al settore dei motori ed a quello navale.
Nel 1935, venne aperto uno stabilimento aeronautico anche a Predappio, paese natale di Benito Mussolini, con una scelta quindi molto significativa dal punto di vista propagandistico; va inoltre tenuto presente che la scelta del luogo era anche collegata al fatto che Predappio si trova nei pressi di Forlì, dove, prima della seconda guerra mondiale, era il più grande aeroporto militare d'Italia: i velivoli più grandi, infatti, venivano definitivamente assemblati direttamente nell'aeroporto stesso. Oltre agli impianti industriali, venne costruito a Predappio anche un edificio di rappresentanza, per gli uffici e l'alloggio degli ingegneri. Lo stabilimento giunse ad occupare 1400 dipendenti. Parte dello stabilimento di Predappio era ubicato in una lunga galleria scavata sotto la montagna, cosa che dava riparo contro eventuali attacchi aerei nemici. La galleria, dopo un lungo periodo di chiusura, è diventata, dal 2015, sede del laboratorio Ciclope (Centre for International Cooperation in Long Pipe Experiments), specializzato in studi sulle turbolenze, al servizio in primo luogo dell'industria aerospaziale.
L'Armistizio dell'8 settembre 1943, come per le altre industrie italiane, rappresentò la fine dei diversi programmi di sviluppo di nuovi velivoli. Il controllo delle industrie del gruppo passò in mano ai tedeschi e la produzione finalizzata alle necessità belliche del Terzo Reich come nella Galleria Adige-Garda dove furono prodotti pezzi per le cosiddette Wunderwaffen.

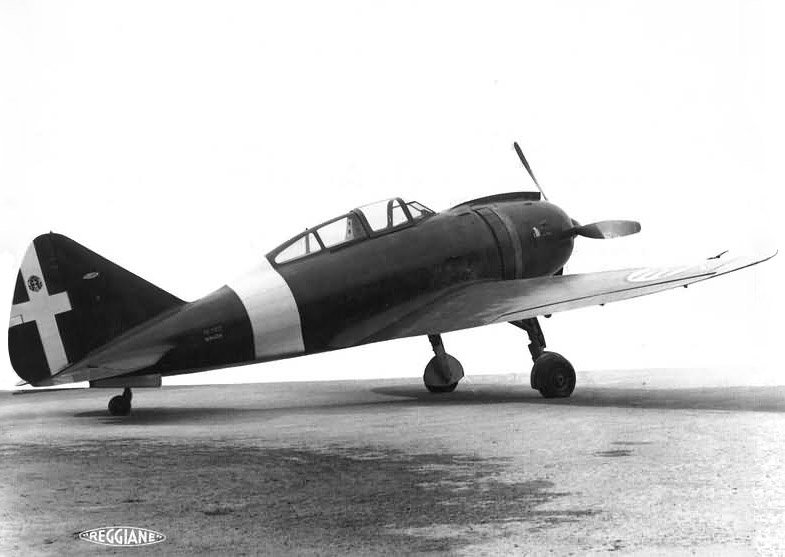
Il Reggiane Re.2002

### Dopoguerra e chiusura
Il dopoguerra si aprì per la Caproni con una profonda crisi economica. A questo si aggiunse l'ordine di arresto spiccato nei confronti di Gianni Caproni per collaborazione con le forze occupanti tedesche e per aver favorito il regime fascista. Questi venne poi assolto nel 1946 in fase istruttoria per non aver commesso il fatto.
A partire dall'anno successivo e fino al 1951 Caproni girò per il mondo alla ricerca di finanziatori e commesse, mentre la ditta investiva le sue ultime risorse per il progetto del piccolo bimotore da trasporto executive Ca.193. L'aereo volò per la prima volta il 13 maggio 1949, ma non ottenne alcun ordine, anche se l'aereo venne acquistato nel 1950 dalla Aeronautica Militare Italiana.
Venne dunque avviata una riconversione produttiva, con la costruzione di autobus, automobili e ciclomotori. Nonostante le numerose commesse di lavoro, la stretta creditizia e scelte governative che privilegiarono gli interessi della FIAT, costrinsero al fallimento e alla chiusura dello stabilimento di Taliedo nel dicembre 1949, dopo aver licenziato circa 5.000 dipendenti.
Pochi anni dopo analoga sorte toccava alla Aeroplani Caproni Trento, che aveva sviluppato il biposto a getto Caproni Trento F.5 su progetto dell'ingegner Stelio Frati. L'aereo volò per la prima volta il 20 maggio 1952. Anche questo aereo rimase senza ordini, e venne poi rilevato dall'Aeronautica Militare.
Gianni Caproni morì a Roma il 29 ottobre 1957, non prima di aver ricevuto dall'ambasciatore degli Stati Uniti d'America un ambito riconoscimento da parte del Presidente Eisenhower per quanto aveva fatto. Lasciò, a testimonianza del suo impegno nella nascita e nello sviluppo dell'aviazione, 170 progetti, oltre 160 brevetti, 170 tipi di aereo realizzati e 72 record conquistati.

## Dati societari
Il gruppo Caproni negli anni Trenta arrivò ad includere più di 20 società. L'attività di queste ditte era principalmente nel settore aeronautico: produzione dei velivoli Caproni, produzione su licenza (in particolare di velivoli Savoia-Marchetti) e sviluppo di progetti in maniera autonoma.
Il gruppo Caproni aveva aziende collegate anche all'estero: Stati Uniti, Belgio, Bulgaria e Perù.
Fra i principali stabilimenti di produzione si ricordano:
- Cantieri Aeronautici Bergamaschi (CAB) - Caproni Bergamasca. I velivoli realizzati e sviluppati da questa consociata sono quelli della serie 300. Tra questi, quello di maggior successo fu la serie di bimotori progetta da Cesare Pallavicino, Ca.309, Ca.310, Ca.311, Ca.313 e Ca.314. La serie di velivoli trovò ampio sbocco all'estero. Prima dei bimotori la ditta si era cimentata nell'assaltatore Caproni A.P.1.

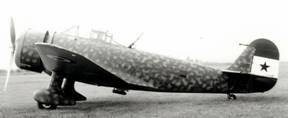
Un Caproni A.P.1 prodotto per il Paraguay

- Aeroplani Caproni Trento. Questa ditta sopravvisse al crollo della casa madre come officina per la manutenzione e riparazione di velivoli. Nel 1951 progettò il Caproni Trento F.5 un piccolo biposto da addestramento potenziato da un turboreattore.
- Caproni Vizzola. La ditta costruttrice di alianti, con sede a Vizzola Ticino, fu l'ultima delle diverse consociate a restare in attività. Tra il 1939 ed il 1943 sviluppò diversi prototipi di caccia: i Caproni F.4, F5 e F6. Nei primi anni ottanta sviluppò il Caproni Vizzola C-22J un biposto da addestramento basico, derivato da uno dei motoalianti a getto prodotti dalla ditta. Allo sviluppo partecipò anche l'Agusta, ma il progetto non ebbe seguito. Questo è stato l'ultimo velivolo a portare il nome della Caproni, la più antica fabbrica aeronautica italiana.
- Reggiane. Sviluppò i caccia della serie 2000, impiegati dalla Regia Aeronautica ed esportati anche in Svezia e Ungheria. Tradizionalmente impegnata nel settore ferroviario, durante la prima guerra mondiale la Reggiane era tra le ditte destinate alla produzione dei bombardieri della serie Ca.44, ma entrò ufficialmente a far parte del gruppo Caproni solo nel 1935.
- Kaproni Bulgarski. La ditta Avia, fondata come sussidiaria della ditta cecoslovacca Aero nel 1926 a Kasanlak in Bulgaria, venne acquisita nel 1930 dalla Caproni. La ditta principalmente produsse su licenza i velivoli della Casa Madre, ma sviluppò anche alcuni progetti indipendenti, come KB 11 Fazan (fagiano in lingua bulgara). Il 15 settembre 1942 la ditta venne nazionalizzata, e ribattezzata DSF Kasanlak. I direttori tecnici italiani Caligaris e Picini rimasero comunque al loro posto.
- Caproni Aeronautica Peruana. La società venne creata nel 1934 in Perù, principalmente per fornire uno sbocco commerciale e manutenzione ai velivoli della casa madre. La Caproni, con un contratto con il governo locale, nel 1935 assunse una posizione monopolistica con un termine di 2 anni per quanto riguarda manutenzione e costruzione di velivoli. Venne costruito su licenza anche il Ca.100 in 12 esemplari.
- Aeronautica Caproni di Predappio. Lo stabilimento divenne operativo nel 1935 e giunse a dare lavoro a 1400 dipendenti. Parte dello stabilimento era ubicato in una galleria, che lo metteva al riparo da eventuali bombardamenti di aerei nemici. La scelta della località fu dovuta in parte a motivi propagandistici, dato che Predappio era il paese natale del Duce, ed in parte a motivi logistici: nella vicina Forlì sorgeva il più importante aeroporto militare italiano, quindi collocare nelle vicinanze un'attività di produzione di velivoli pareva ragionevole: in effetti, l'assemblaggio degli apparecchi di maggiori dimensioni era compiuto direttamente in aeroporto. Nello stabilimento di Predappio, tra l'altro, vennero anche costruiti gli aerei trimotori Savoia Marchetti S.M. 81 Pipistrello.

## Nella cultura di massa
Il gruppo Caproni, nonché il suo fondatore Giovanni Battista Caproni, appaiono nel film "Si alza il Vento" dello Studio Ghibli. Il personaggio di Caproni è infatti di ispirazione per il protagonista del film, che lo vede apparire nei suoi sogni come amico e consigliere.
Anche il nome stesso dello "Studio Ghibli" deriva dall'aereo Caproni Ca.309, che era soprannominato "Ghibli"
Nel videogioco Battlefield 1 è presente il Caproni Ca.3.